# NGC 5397
NGC 5397 este o galaxie lenticulară situată în constelația Centaurul. A fost descoperită în 8 iunie 1837 de către John Herschel. Se află la o distanță de 59,7 de megaparseci de Pământ.